# Marco Aurélio Gubiotti
Marco Aurélio Gubiotti (* 21. Oktober 1963 in Ouro Fino, Minas Gerais, Brasilien) ist ein brasilianischer Geistlicher und römisch-katholischer Bischof von Itabira-Fabriciano.

Wappen von Marco Aurélio Gubiotti.

## Leben
Marco Aurélio Gubiotti empfing am 14. Dezember 1989 das Sakrament der Priesterweihe.
Am 21. Februar 2013 ernannte ihn Papst Benedikt XVI. zum Bischof von Itabira-Fabriciano. Die Bischofsweihe spendete ihm am 26. Mai dieses Jahres den Erzbischof von Niterói, José Francisco Rezende Dias; als Mitkonsekratoren waren Darci José Nicioli CSsR, Weihbischof in Aparecida, und Ricardo Pedro Chaves Pinto Filho OPraem, Erzbischof von Pouso Alegre. Als Wahlspruch wählte er Pela graça de Deus. Am 16. Juni desselben Jahres wurde er in das Amt eingeführt.